# K-1 Premium 2003 Dynamite!!
K-1 PREMIUM 2003 Dynamite!! – sylwestrowa gala kick-boxingu i mieszanych sztuk walki z cyklu Dynamite!!. Rozegrano na niej sześć walk na zasadach MMA (5x3 min) i cztery walki K-1 (3x3 min). Walką wieczoru było starcie Boba Sappa z Tarō Akebono na zasadach K-1. Według szacunkowych danych pojedynek ten przed telewizorami obejrzały w samej tylko Japonii około 54 miliony ludzi. Tym samym był on najchętniej oglądaną w tym kraju walką sportową od czasów konfrontacji Muhammada Alego z ntoniem Inokim z 1976 roku.

## Wyniki walk
- Walka otwarcia (MMA):  Kristof Midoux vs  Tom Howard

Zwycięstwo Midoux przez poddanie (duszenie zza pleców), 4:21 1R.
- Walka #1 (MMA):  Genki Sudo vs  Butterbean

Zwycięstwo Sudo przez poddanie (dźwignia skrętowa na staw skokowy), 0:41 2R.
- Walka #2 (MMA):  Jan Nortje vs  Masayuki Naruse

Zwycięstwo Naruse przez poddanie (duszenie zza pleców), 4:40 1R.
- Walka #3 (MMA):  Mauricio da Silva vs  Sylvester Terkay

Zwycięstwo Terkaya przez TKO (uderzenia), 0:13 1R.
- Walka #4 (K-1):  Francois Botha vs  Yūsuke Fujimoto

Zwycięstwo Fujimoto przez jednogłośnią decyzję sędziów (3-0).
- Walka #5 (K-1):  Francisco Filho vs  TOA

Zwycięstwo Filho przez niejednogłośną decyzję sędziów (2-1).
- Walka #6 (K-1):  Ernesto Hoost vs  Montanha Silva

Zwycięstwo Hoosta przez jednogłośną decyzję sędziów (3-0).
- Walka #7 (MMA):  Dawit Chachaleiszwili vs  Yoshihiro Nakao

Zwycięstwo Nakao przez poddanie (uderzenia), 1:13 1R.
- Walka #8 (MMA):  Aleksiej Ignaszow vs  Shinsuke Nakamura

Walka uznana za nieodbytą.
- Walka wieczoru (K-1):  Bob Sapp vs  Tarō Akebono

Zwycięstwo Sappa przez KO, 2:58 1R.